# Xestospongia muta
A Xestospongia muta (em inglês: Giant barrel sponge) é uma megaesponja emblemática associada aos corais tropicais. Apresenta uma função ecológica e comercial (sector do turismos) equivalente aos dos corais, sofrendo de igual modo do fenômeno de lixiviação dos mesmos.

## Descrição
A Xestospongia muta tem uma estrutura em forma cilíndrica possuindo um ósculo principal, uma superfície lisa ou com várias irregularidades em forma de dedo, piramidais ou lameladas. O topo é constituído por uma por uma fina parede, com o interior com um padrão. A sua coloração vai do dourado ao vermelho acastanhado ou até mesmo púrpura. A sua consistência é quebradiça.  Esta espécie possui um sinónimo, a Xestospongia rampa (de Laubenfels, 1934).
A taxa de crescimento especifico desta espécie encontra-se avaliada entre  de 0,52 +/- 0,65 anos-1, podendo  assim os especimens maiores ultrapassar os dois mil anos de idade.

## Distribuição
Do ponto de vista de distribuição vertical esta esponja é encontrada a partir dos 10 metros de profundidade. São sobretudo encontradas nas Bahamas e Caribe, sendo ocasionalmente encontradas na Califórnia.

## Ecologia
Do ponto de vista ecológico esta espécie tem um duplo papel, por um lado serve de abrigo para inúmeros organismos bentónicos, por outro a sua capacidade de filtração de grandes volumes de água, leva a um aumento da claridade da agua, afectado desse modo, a densidade de algas e de corais à sua volta. 
Tal como os corais esta esponja possui cianobactérias simbiontes, as quais lhes conferem a cor característica. Estes simbiontes são responsáveis pela ficção de azoto e carbono. Tal como acontece com os corais, estas esponjas podem sofrer o lixiviamento dos seus simbiontes devido a estresses ambientais, nomeadamente estresses antropogénicos.  De modo a se estudar o fenômeno de lixiviamento na X. muta,  em 1997 foi iniciado um estudo de monitorização com 12 pontos de 16 metros de diâmetro ao longo de três profundidades no Santuário Nacional Marinho de Florida Keys. 